# Александар Којић
Александар Којић (Нови Сад, 1984) српски диригент. Ради као диригент Опере Српског народног позоришта.

## Биографија

### Музичко образовање
Рођен у Новом Саду, Александар Којић је почео да учи клавир у својој петој години чему је надаље био посвећен читаву деценију. Са тринаест година је компоновао своју прву композицију за клавир. Као средњошколац, у својој шеснаестој години постаје члан хора Српске православне цркве где пева наредних десет година. Током овог периода компоновао је неке црквене хорске композиције па је и прва диригентска искуства стекао управо са хором. Веома рано је почео да прати на клавиру оперске певаче, своје пријатеље. Као млад корепетитор, учествовао је у неколико радионица српског оперског певача Николе Митића (баритон), а исто тако је пратио и студенте Радмиле Бакочевић (сопран) и Бисерке Цвејић (мецосопран).
На самом почетку студија добија ангажман корепетитора хора у Ансамблу АКУД-а "Бранко Крсмановић", касније, током студија, место корепетитора Хора РТС-а, на пројектима Моцарт - Велика миса у ц-молу и Хендл - Месија. Учествовао је у раду Симфонијског оркестра РТС-а.
Дипломирао је и специјализовао дириговање на Факултету музичких умтности у Београду 2008. године у класи проф. Бојана Суђића. Током студија и након њих се усавршавао на неколико различитих мајсторских курсева:
- у Београду код проф. Уроша Лајовица на тему Бетовенових симфонија (2005);
- у Бечу код проф. Марка Стрингера - Universität fűr Musik und darstellende Kunst, Wien (Током усавршавања у Бечу јавно је наступао са оркестром „Чешки виртуози“ из Брна, изводећи дела симфонијске и оперске литературе - Моцарт, Чајковски, Бритн, Вагнер, Стравински, Сен-Санс, Барток, Дворжак, Шостакович, Сибелијус) (2007-2008);[2]
- у Мајнцу – пратио је курсеве хорског дириговања (проф. Erwin Ortner и Frieder Bernius, Meinz) на Европском хорском фестивалу (Europa Cantat) где је учествовао као стални члан хора „Св. Стефан Дечански “ (2006);
- у Утрехту – курсеви из хорског дириговања (проф. Timothy Brown, Utrecht)
- на радионицама за стару музику (Helmuth Rilling – Mainz и Ton Koopman – Utrecht).[3]
- У Равени - мајсторски курс посвећен оперском дириговању (Рикардо Мути) (2017)

###### Посао
По повратку у Србију бива ангажован као:
- сарадник камерног оркестра Camerata academica из Новог Сада;
- диригент Омладинског симфонијског оркестра Средње музичке школе „Исидор Бајић” (2007-2009).
- 2009. године, прихвата позив за радно место корепетитора, затим, асистента, а 2010. сталног диригента у Опери Српског народног позоришта у Новом Саду.
- Од августа 2012. до априла 2014. ради као директор Опере Српског народног позоришта.[2]

###### Важнија постигнућа
Поред стандардног оперског репертоара, доказао се и на пољу модерне опере. Од важнијих уметничких достигнућа треба издвојити:
- снимање дечијег балета Александре Вребалов: Удовичина метла (2009);
- премијерно извођење дела: Игра дрвених штапова за хорну и гудаче Исидоре Жебељан са оркестром Camerata academica из Новог Сада (2009) и
- светску премијеру опере Милева, Александре Вребалов (2011). Извођење ове опере награђено је Годишњом наградом Српског народног позоришта за најбољу оперску представу у 2012. години. Француска телевизија ARTE снимила је извођење и емитовала га шест месеци, након чега је Милева ушла у првих 15 светских продукција које је ова телевизија снимала током 2012.[3]
- Са ансамблом Опере СНП-а у Новом Саду, запажено је било извођење кантате Александар Невски Сергеја Прокофјева на Концерту Хора и Оркестра Опере СНП-а за коју су Хор Опере СНП-а, диригенткиња Хора Весна Кесић Крсмановић и диригент концерта Александар Којић добили Годишњу награду Српског народног позоришта (2015)[4];
- извођење Гала концерта поводом 150. годишњице рођења Рихарда Штрауса (2014) за које је 2015. године добио Годишњу награду Српског народног позоришта.[5]

###### Стални репертоар Опере СНП-а
- Ђузепе Верди (Травијата, Трубадур, Аида, Симон Боканегра, Набуко, Риголето, балет Дама с камелијама)
- Ђакомо Пучини (Боеми, Мадам Батерфлај, Тоска),
- Петар Иљич Чајковски (Пикова дама, Евгеније Оњегин, Крцко Орашчић, балет Успавана лепотица),
- Волфганг Амадеус Моцарт (Дон Ђовани),
- Гаетано Доницети (Љубавни напитак, Позоришне згоде и незгоде),
- Ђоакино Росини (Севиљски берберин), Калман (Кнегиња чардаша),
- Едвард Бенџамин Бритн (камерна опера Окретај завртња),
- Јаков Готовац (Еро с онога свијета),
- Жорж Бизе (Кармен),
- Александра Вребалов (Милева),
- Карл Oрф (Кармина бурана),
- Исидор Бајић (Кнез Иво од Семберије),
- Ђан Карло Меноти (Телефон),
- Самјуел Барбер (Партија бриџа),
- Паул Хиндемит (Тамо и натраг),
- Микис Теодоракис (Грк Зорба),
- Пјетро Маскањи (Кавалерија рустикана),
- Рудолф Бручи (балет Катарина Измаилова),
- Нодар Викторович Чанба (балет Пинокио),
- Луј Јозеф Фердинанд Херолд (балет Враголанка).

#### Гостовања
Нека од значајнијих гостовања су:
- Хрватско народно казалиште (ХНК) у Загребу и ХНК Ивана пл. Зајца у Ријеци (Хрватска);
- Сегединска опера (Мађарска);
- Театар Опере и Балета у Краснојарску (Русија).
Као што је већ поменуто, сарађивао је са оркестрима у Србији и иностранству међу којима су:
- Чешки виртуози из Брна,
- Camerata academica из Новог Сада,
- Симфонијски оркестар РТС-а и
- Београдска филхармонија (концерти за децу).

###### Награде
За свој рад и прегалаштво добио је следеће Годишње награде Српског народног позоришта:
– за дириговање опере Пикова дама Петра Иљича Чајковског (2012)
– за праизведбу опере Милева Александре Вребалов (2012)
– за Гала концерт поводом 150. годишњице рођења Рихарда Штрауса (2015)
– за редакцију партитуре и дириговања концертним извођењем опере Кнез Иво од Семберије Исидора Бајића, поводом обележавања сто година од смрти композитора (2016).

## Диригент о диригентском позиву
На новосадском информативном веб порталу: Mojnovisad.com, током Разговора са поводом (12. марта 2019) који је прибележила Ивана Илић Киш, Александар Којић говори о свом позиву следеће:
Учење је један бескрајан процес. Наравно да морају да постоје формални оквири. У том смислу сам подучаван дириговању као и сви други који су били са мном на класи. Ипак, реално стање је видљиво тек у сусрету са правим ансамблом. То је она прилика о којој смо говорили. Ту је "или-или", нема трећег пута. Ово говорим зато што права питања долазе тек након одређеног времена проведеног са ансамблом. Схватате да је мануелна техника, тј. оно што је оком видљиво да диригент ради, 40 посто целокупне ствари. Постајете свесни колико је диригентски посао амалгам других знања - умећа припреме за пробу, начин вођења пробе, знања свих теоретских елемената, умећа практичног баланса звука, познавање стила саме композиције, умеће опхођења са музичарима ... Уз то и све информације које прате дело, а о чему смо већ причали ... Често се у иностранству цитира реченица Херберта фон Карајана, упућена његовим студентима: "Ја вас не могу научити да диригујете. Могу вас научити како да водите пробу тако да на наступу нећете морати да диригујете." Веома велика истина. Али то, када вам неко саопшти, не значи ништа, док сами не дођете у ситуацију да водите пробу.

(Цео интервју се налази у пасусу: Спољашње везе, под бројем 3)